# Giải SDFCS cho phim ngoại ngữ hay nhất
Giải SDFCS cho phim ngoại ngữ hay nhất là một trong các giải của SDFCS dành cho phim không nói tiếng Anh, được bầu chọn là hay nhất. Giải này được lập từ năm 1996.

## Các phim đoạt giải

### Thập niên 1990
| Năm  | Phim                                | Nước                  | Đạo diễn        |
| ---- | ----------------------------------- | --------------------- | --------------- |
| 1996 | Ridicule                            | Pháp                  | Patrice Leconte |
| 1998 | Life Is Beautiful (La vita è bella) | Ý                     | Roberto Benigni |
| 1999 | Tango (Tango, no me dejes nunca)    | Argentina/Tây Ban Nha | Carlos Saura    |

### Thập niên 2000
| Năm  | Phim                                                             | Nước                          | Đạo diễn           |
| ---- | ---------------------------------------------------------------- | ----------------------------- | ------------------ |
| 2000 | The Colour of Paradise (Rang-e khoda)                            | Iran                          | Majid Majidi       |
| 2001 | Amélie (Le fabuleux destin d'Amélie Poulain)                     | Pháp/Đức                      | Jean-Pierre Jeunet |
| 2002 | Talk to Her (Hable con ella)                                     | Tây Ban Nha                   | Pedro Almodóvar    |
| 2003 | The Barbarian Invasions (Les invasions barbares)                 | Canada/Pháp                   | Denys Arcand       |
| 2003 | Irreversible (Irréversible)                                      | Pháp                          | Gaspar Noé         |
| 2004 | The Sea Inside (Mar adentro)                                     | Tây Ban Nha/Pháp/Ý            | Alejandro Amenábar |
| 2005 | Innocent Voices (Voces inocentes)                                | México/Puerto Rico/Hoa Kỳ     | Luis Mandoki       |
| 2006 | Riding Alone for Thousands of Miles (Qian li zou dan qi)         | Trung quốc/Hồng Kông/Nhật Bản | Zhang Yimou        |
| 2007 | The Diving Bell and the Butterfly (Le scaphandre et le papillon) | Pháp/Hoa Kỳ                   | Julian Schnabel    |
| 2008 | Let the Right One In (Låt den rätte komma in)                    | Thụy Điển                     | Tomas Alfredson    |

Bản mẫu:SDFCS Awards Chron